# Bacia endorreica

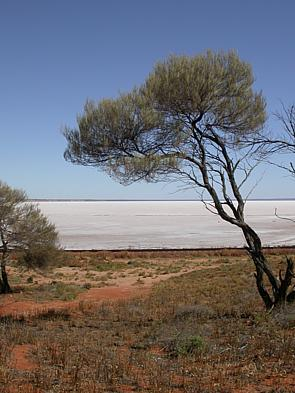
Margem do Lago Hart, lago endorreico no deserto do Sul da Austrália.

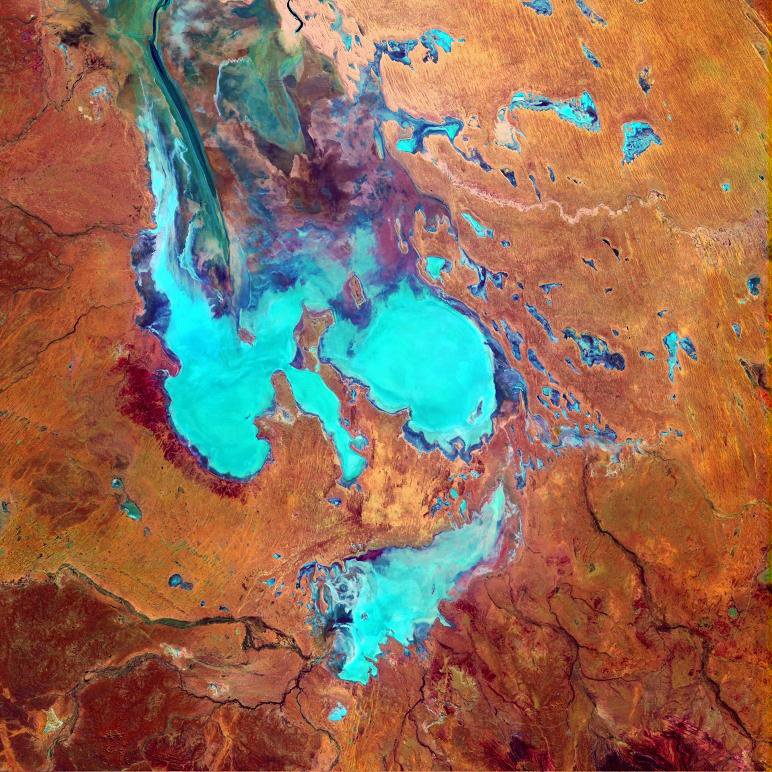
Imagem de satélite do Lago Eyre na Austrália.
Imagem de: NASA's Earth Observatory.

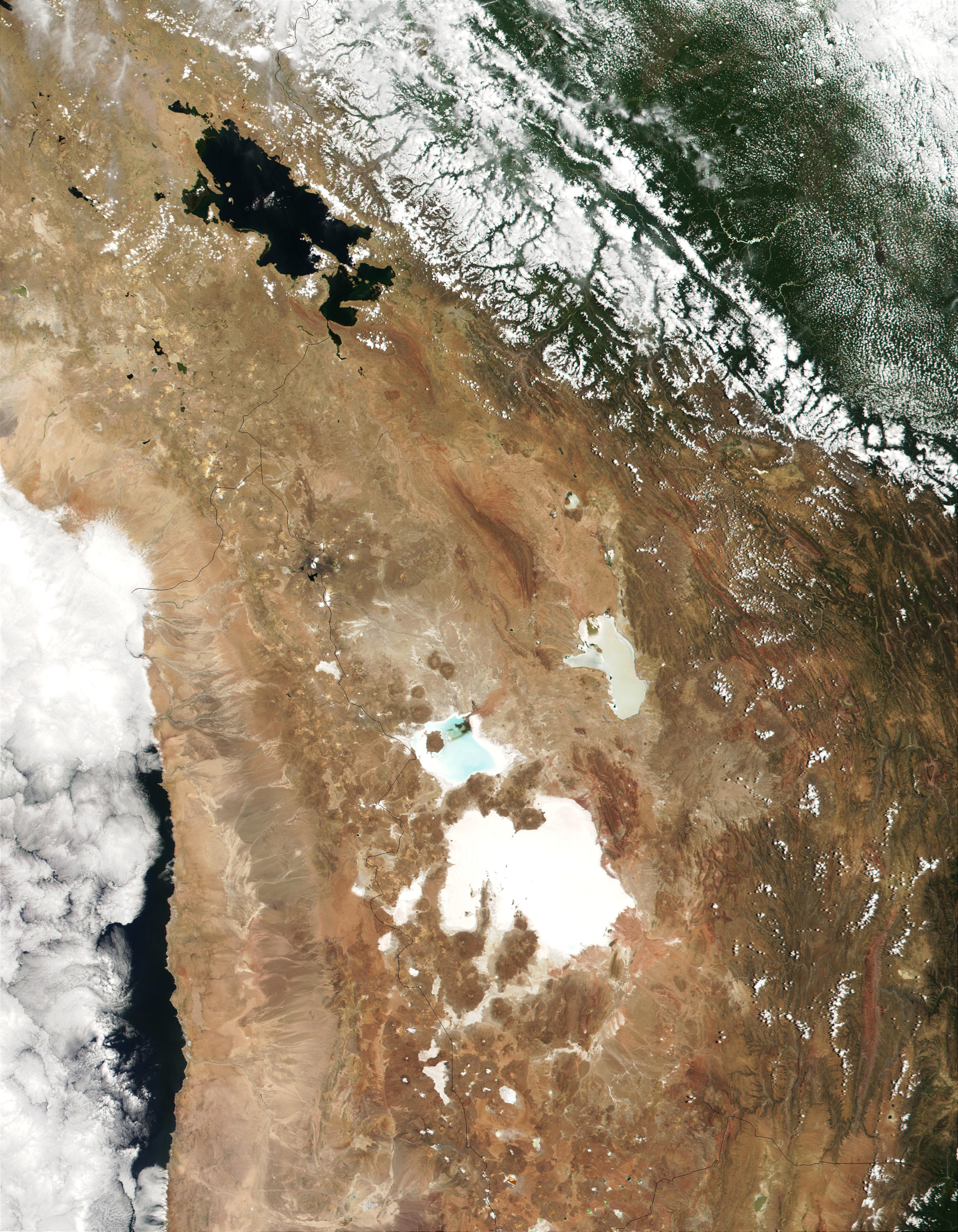
Imagem de satélite da bacia endorreica do planalto andino.

Em geografia, uma bacia endorreica é uma área na qual a água não tem saída superficialmente, por rios, até ao mar, ou seja, uma bacia hidrográfica sem saída para o mar. A designação tem raiz grega, endo, "interior" e rhein, "fluir". Qualquer chuva que caia numa bacia endorreica permanece ali, abandonando o sistema unicamente por infiltração ou evaporação, o que contribui para a concentração de sais. Nas bacias endorreicas nas quais a evaporação é maior que a alimentação, os lagos salgados desapareceram e formaram-se bacias salinas. As bacias endorreicas também se denominam sistemas de drenagem interna.
Se bem que em teoria, as bacias endorreicas possam criar-se em qualquer clima, na prática são mais comuns em zonas de deserto quente. Além disso, note-se que por definição, qualquer lago situado abaixo do nível do mar (p.ex., o Mar Cáspio e o Mar Morto) devem ser endorreicos e drenar uma bacia hidrográfica endorreica.

## Causas de endorreismo
O carácter de uma região cujas águas não vertem para o mar pode ter múltiplas causas. Pode tratar-se do relevo quando existe uma depressão endorreica (bacia fechada, etc.). Noutros casos a causa reside no clima (evaporação excessiva em relação à importância da precipitação) ou na natureza do terreno, que, de ser muito permeável, permite uma infiltração rápida das águas pluviais. Por vezes concorrem ambas as circunstâncias: a rápida evaporação da água e o volume excessivo da que se infiltra fazem diminuir progressivamente o caudal do rio ao longo do seu percurso. Fica assim esgotado antes de chegar a juntar-se com outro rio da rede hidrográfica ou que alcance o mar.

## Evolução de uma bacia endorreica
Em zonas de maior pluviosidade, a água irá acumular-se inicialmente na depressão rodeada por colinas, e à medida que o nível se vai elevando, poderá alcançar o ponto mais alto destas colinas circundantes, começando a sair água superficialmente neste ponto, criando um sulco, que poderá evoluir até se transformar num rio. À medida que este "sulco" se vai aprofundando, o nível inicial do lago irá também reduzir-se, até se criar um novo equilíbrio. Desta forma uma bacia endorreica, em tempos geológicos, pode-se ir ligando com outras, e eventualmente chegar até ao mar, caso em que deixará de ser endorreica. Este processo pode observar-se muito claramente no sistema endorreico do planalto boliviano-peruano. Assim, as oscilações do nível do Lago Titicaca, em tempos geológicos, e mesmo em tempos históricos, são determinadas pela capacidade do Rio Desaguadero: este corre por um vale onde podem ocorrer deslizamentos de terra que obstruem parcialmente o rio, limitando a sua capacidade de evacuar as águas do Lago Titicaca para o Lago Poopó. Prova disto é foi dada na década de 1990 pela descoberta de ruínas submersas da cultura Tiwanaku, na Ilha do Sol.

## Bacias endorreicas importantes

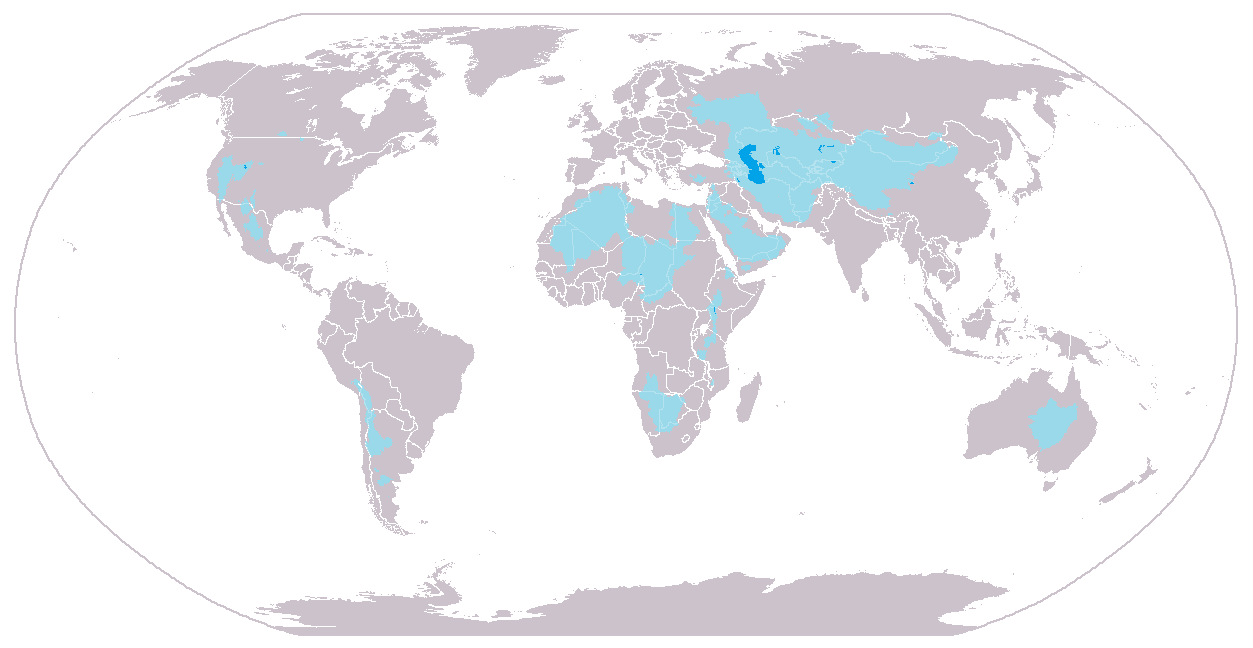
As principais bacias endorreicas estão a ciano, e os lagos endorreicos a azul.

- Grande parte da Ásia Central é uma única e grande bacia endorreica, que contém lagos e depressões como:
  - O Mar Cáspio, o maior lago endorreico do mundo, divide a Europa da Ásia[1]
  - O Mar de Aral.
  - O lago Balkhash no este de Cazaquistão.
  - O lago Issyk Kul no Quirguistão.
  - A Bacia do Tarim e a Depressão de Turpan em Xinjiang.
- O Mar Morto no Médio Oriente, um lago com tal conteúdo em sal (a maior concentração do mundo) que uma pessoa pode flutuar em sem ajuda.
- A bacia do Lago Eyre, o maior sistema endorreico do mundo. Inclui grande parte do interior da Austrália, que drena para o lago.
- África também conta com várias bacias endorreicas:
  - Bacia do Calaári, formado por águas de vários rios, principalmente daquelas provenientes do delta do Cubango, um delta endorreico interior no deserto do Calaári, na Botsuana.
  - O Lago Ngami no Botsuana.
  - O Lago Chade (entre o Chade e os Camarões), alimentado pelo Rio Chari e Rio Logon.
  - Bacia salina de Etoxa, no Parque Nacional Etosha, da Namíbia.
- Um dos poucos lagos endorreicos em zonas desérticas frias é o Lago Vida na Antárctida, que permanece líquido por causa da sua extrema salinidade.
- A Great Basin dos Estados Unidos, que cobre grande parte do Nevada e Utah, e que inclui:
  - O deserto de Black Rock no Nevada.
  - Lago Groom no Nevada, onde se situa a base secreta Área 51.
  - O Grande Lago Salgado no Utah.
  - Lago Pyramid no Nevada.
  - Lago Mono na Califórnia, de origem vulcânica.
- O Salton Sea na Califórnia, lago acidentalmente criado em 1905 após a ruptura de um canal de irrigação, que encheu o fundo de uma bacia endorreica desértica, recriando um antigo lago salgado.
- A Great Divide Basin no Wyoming, uma pequena bacia endorreica que fica na Divisória Continental.
- O Lago Crater no Oregon.
- O Bolsão de Mapimí, no norte de México, alimentada pelo Rio Aguanaval e pelo Rio Nazas.
- O Lago de Valência, na Venezuela.
- A bacia endorreica Peru - Bolívia.
  - Lago Titicaca em La Paz (departamento) na Bolívia e a Região de Puno, no Peru.
  - Rio Desaguadero, liga o lago Titicaca e o lago Poopó
  - Lago Poopó no Departamento de Oruro.
  - Salar de Uyuni no Departamento de Potosí.
  - Bacia salina de Coipasa (Parque Nacional de Lauca) no Departamento de Oruro.
  - Numerosos outros lagos, lagoas e pântanos produto da evaporação da água dos antigos lagos situados na dita bacia.
- Em Espanha destaca-se a comarca de Los Monegros, que graças ao seu clima árido apresenta uma acumulação de lagoas e pântanos como a lagoa de Sariñena.

## Antigas bacias endorreicas
- O Mar Mediterrâneo e todas as suas bacias tributárias durante a grande seca conhecida como a Crise Messiniense, devida à clausura da ligação entre o Mediterrâneo e o Atlântico há uns 5 milhões de anos.
- O Mar Negro, até se unir com o Mediterrâneo.
- O Lago Lahontan no oeste dos Estados Unidos
- O Lago Bonneville (Utah)